# Kadolskya
Kadolskya is een geslacht van uitgestorven weekdieren uit de klasse van de Gastropoda (slakken).

## Soort
- Kadolskya panicum (Neumayr, 1869) †